# Kosmická loď

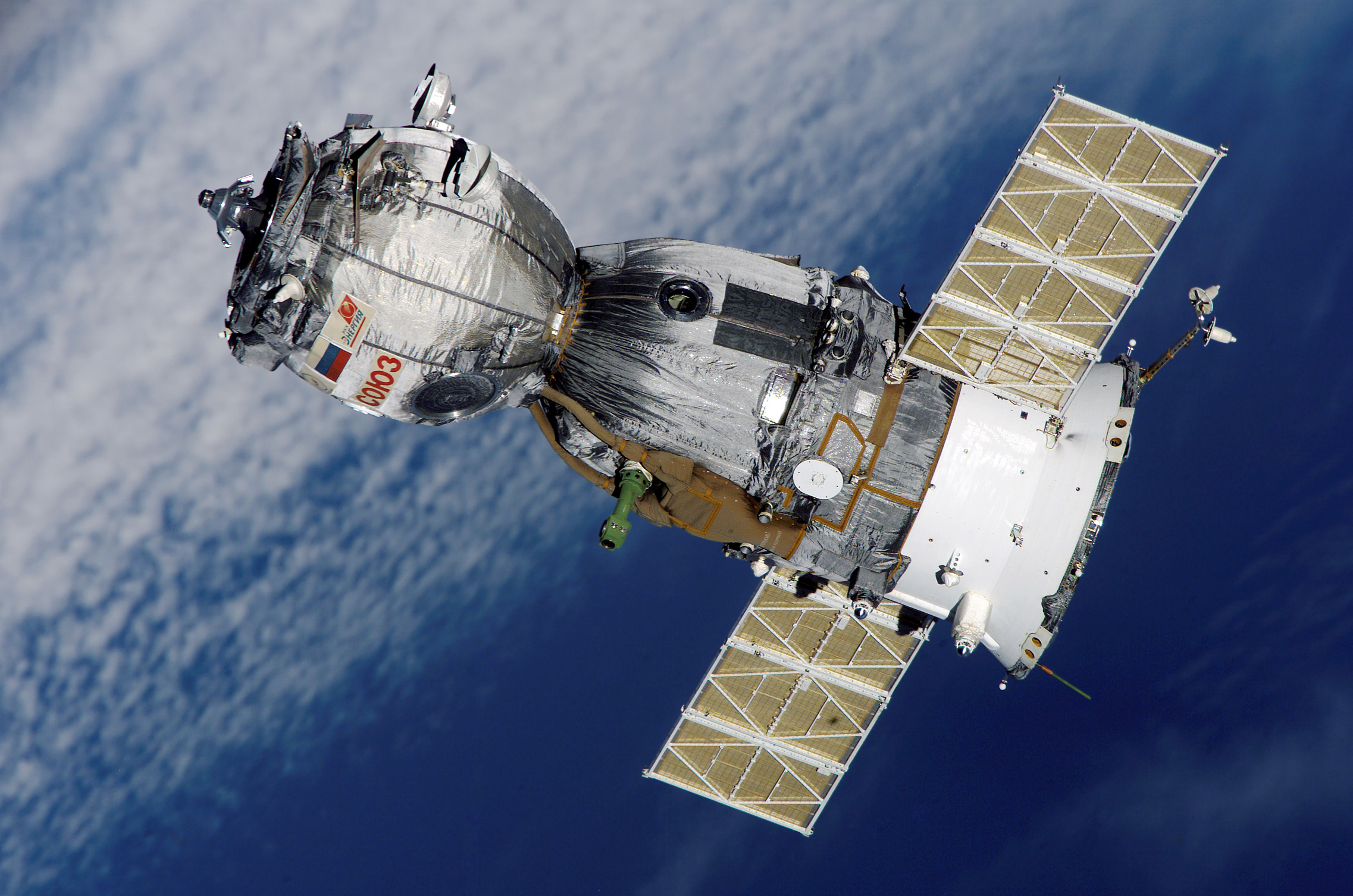
Kosmická loď Sojuz TMA-07M

Kosmická loď je umělé kosmické těleso, které slouží ve vesmíru jako dopravní prostředek pro dopravování živých organismů nebo nákladu na vesmírné stanice, nebo jinam. Pohybuje se vně zemské atmosféry ve vesmírném vakuu, kam se dopravuje vlastními prostředky nebo kam ji vynesly nosné rakety.
Kosmické lodi jsou jedny z nejsložitějších technických zařízení vyvinutých člověkem. Je to dáno tím, že vesmírné prostředí se vyznačuje specifickými vlastnostmi ve kterých musí loď bezpečně a spolehlivě fungovat. Jedná se o přítomnost hlubokého vakua, zvýšené úrovně záření, extrémní tepelné namáhání při návratu kosmického plavidla zpět na Zemi a spoustu dalších faktorů.

## Systémy kosmických lodí
Kosmické lodi jsou pro zdárné splnění kosmické mise vybaveny množstvím nejrůznějších technických zařízení.
Určitá jejich část je společná pro téměř všechna umělá kosmická tělesa. Další systémy musí být doplněny například tehdy, pokud se jedná o pilotované kosmické lodě nebo o tělesa mířící do vzdálenějších oblastí vesmíru.
- Systémy dodávky elektrické energie – zajišťují napájecí veškerých elektrických zařízení na palubě. Jedná se o zdroje elektrické energie kterými mohou být chemické baterie či akumulátory, solární panely, palivové články nebo jaderné generátory.

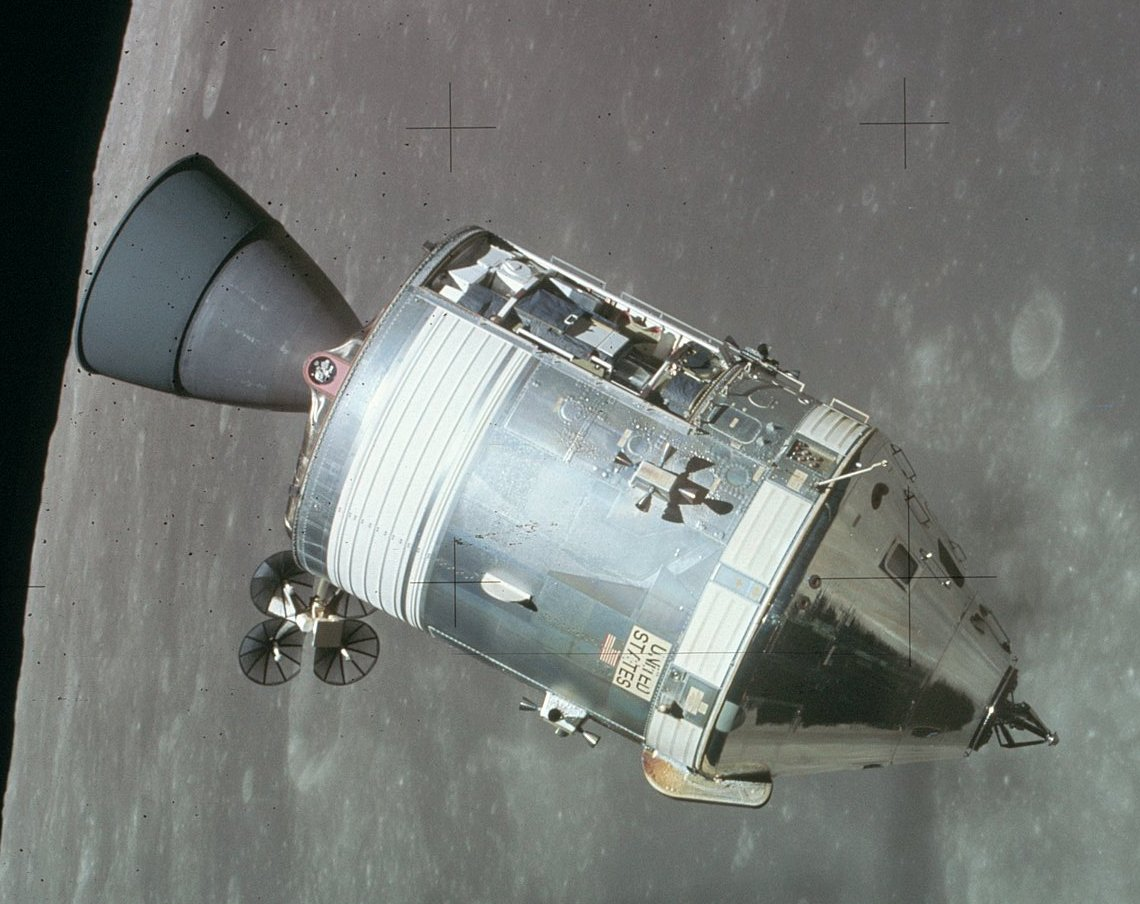
Loď Apollo na oběžné dráze Měsíce

- Systémy orientace a stabilizace – zajišťují jasně definovanou polohu kosmické lodě v prostoru. Ať už z důvodu pozorování kosmických těles, chlazení a klimatizace, zážehu raketových motorů anebo směrování solárních panelů ke slunci. Nejčastěji se používají systémy malých raketových motorků nebo stabilizační setrvačníky.

- Systémy navigace – vyhodnocují aktuální polohu a rychlost v prostoru. Většinou se jedná o optická čidla monitorující pozici slunce a jasných hvězd, polohu horizontu planet atd.

- Pohonné systémy – zabezpečují veškeré manévry kosmických lodí, jejich manévrování ve volném vesmíru, na oběžných drahách a při návratu na Zemi. Nejčastěji se používá chemických raketových motorů spalujících kapalné nebo pevné pohonné látky, zřídka i iontové a plazmové motory, sluneční plachty atd.

- Komunikační systémy – zabezpečují komunikaci lodí s řídicími centry na Zemi a komunikaci s ostatními tělesy. Nejčastěji se jedná o rádiová komunikační zařízení pracující v nejrůznějších radiových pásmech. Experimentálně se využívá i optického přenosu.

- Řídicí a telemetrické systémy – zjišťují a měří údaje o stavu lodě a posádky a přenášejí je na Zemi. Zabezpečují vlastní řízení všech systémů kosmického tělesa. Jedná se o nejrůznější počítačové a senzorické systémy.

- Systémy regulace teploty – zajišťují udržování stálého rozmezí teplot kosmické lodi, aby bylo možné garantovat spolehlivou funkci všech systémů. Jedná se o soustavy chladicích radiátorů, ohřívacích těles, izolačních a teplovodivých materiálů.

- Systémy zabezpečení životních podmínek – u pilotovaných lodí zabezpečují odpovídající prostředí pro posádku. Jedná se o dodávku kyslíku do atmosféry, odstraňování vydýchaného oxidu uhličitého a dalších plynů, regulaci vlhkosti a teploty atmosféry, zásobování vodou a potravinami atd. Tyto systémy mohou být navrženy jako otevřené, nerecyklující žádnou z komponent. Jako polouzavřené, které se dneska nejčastěji používají a které částečně zabezpečují například koloběh vody v systému. A jako poslední zcela uzavřené systémy, které budou zcela nezávislé na vnějších dodávkách surovin.

- Systémy tepelné ochrany – zabezpečují tepelnou odolnost tělesa při přistávání kosmických lodí na planetách s hustou atmosférou – typicky na Zemi. Tepelné štíty chrání těleso lodi před nadměrným ohřevem v důsledku vznikajícího tření. Nejčastěji se jedná o speciální odpařující se materiály, izolační keramické materiály nebo vysoce odolné uhlíkové povrchy.

## Přehled kosmických lodí
| Název lodi        | Původ a provozovatel           | Použití                                   | Nosná raketa     |
| ----------------- | ------------------------------ | ----------------------------------------- | ---------------- |
| Sojuz             | Sovětský svaz Rusko, Roskosmos | pilotovaná                                | Sojuz 2          |
| Progress          | Sovětský svaz Rusko, Roskosmos | bezpilotní zásobovací                     | Sojuz 2          |
| Šen-čou           | Čína, CNSA                     | pilotovaná                                | Dlouhý pochod 2F |
| HTV               | Japonsko, JAXA                 | bezpilotní zásobovací                     | H-IIB            |
| Dragon            | USA, SpaceX/NASA               | bezpilotní zásobovací, komerční           | Falcon 9         |
| Cygnus            | USA, Orbital ATK/NASA          | bezpilotní zásobovací, komerční           | Antares, Atlas V |
| Dragon 2          | USA, SpaceX/NASA               | nepilotovaná i pilotovaná verze, komerční | Falcon 9 Block 5 |
| CST-100 Starliner | USA, Boeing/NASA               | pilotovaná                                | Atlas V          |

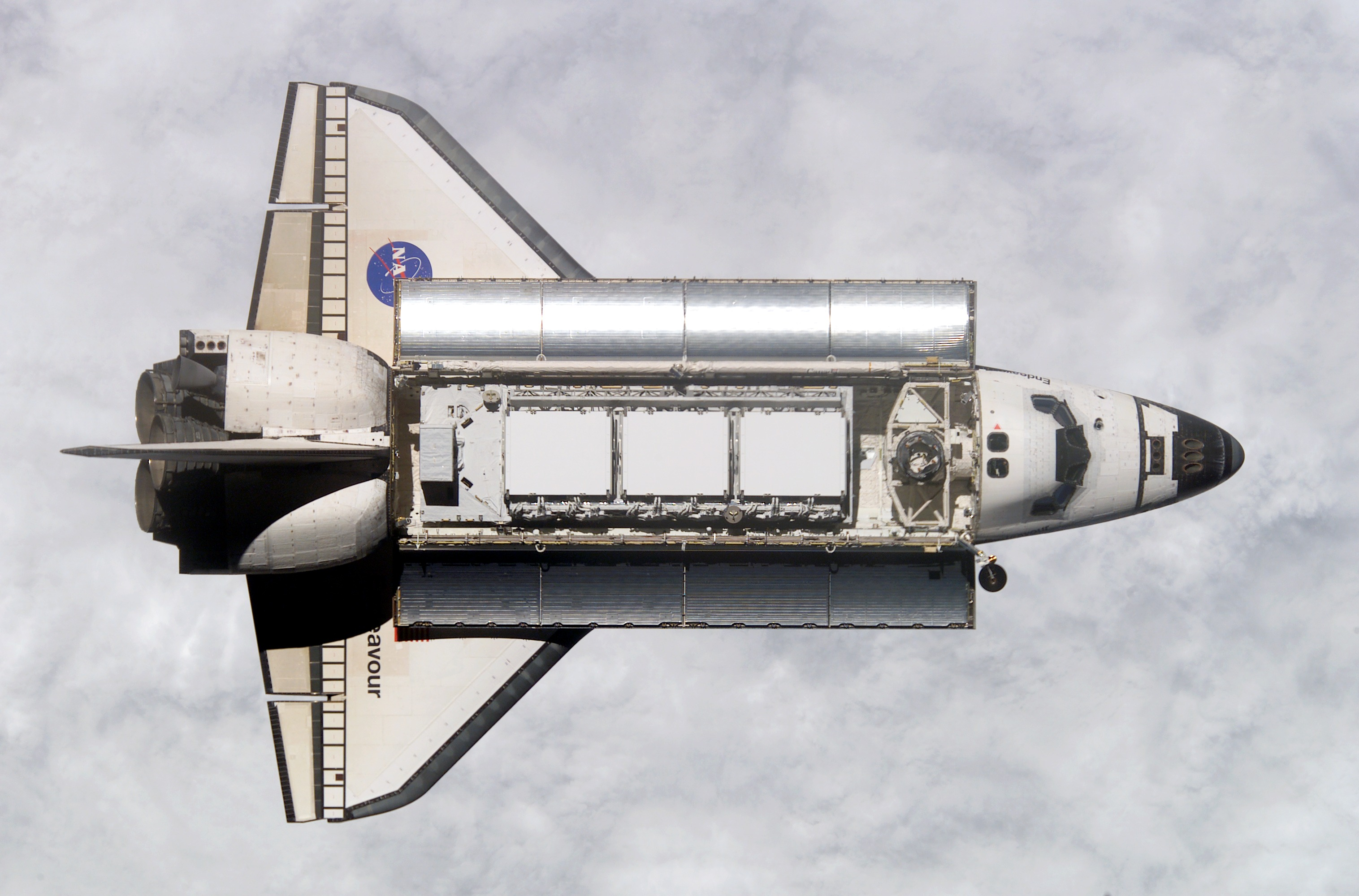
Raketoplán Endeavour při pohledu z ISS
Snímek: NASA

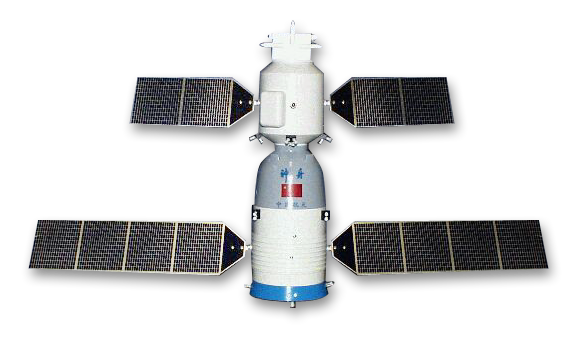
Kosmická loď Šen-čou

Sojuz, Progress, HTV i Dragon jsou používány k obsluze Mezinárodní vesmírná stanice. Šen-čou může létat samostatně na oběžné dráze Země, případně ke stanici Tchien-kung.
| Název lodi          | Původ a provozovatel | Použití                            |
| ------------------- | -------------------- | ---------------------------------- |
| Vostok              | Sovětský svaz        | pilotovaná                         |
| Mercury             | USA, NASA            | pilotovaná                         |
| Voschod             | Sovětský svaz        | pilotovaná                         |
| Gemini              | USA, NASA            | pilotovaná                         |
| North American X-15 | USA, NASA            | suborbitální                       |
| Apollo              | USA, NASA            | pilotovaná                         |
| TKS                 | Sovětský svaz        | bezpilotní (plánována pilotovaná)  |
| Space Shuttle       | USA, NASA            | pilotovaná                         |
| Buran               | Sovětský svaz        | automatická (plánována pilotovaná) |
| SpaceShipOne        | USA                  | pilotovaná, suborbitální, komerční |
| ATV                 | ESA                  | bezpilotní, zásobovací             |

| Název lodi   | Původ a provozovatel | Použití                   |
| ------------ | -------------------- | ------------------------- |
| Dream Chaser | USA                  | zásobovací                |
| Orjol        | Rusko, Roskosmos     | pilotovaná                |
| Orion        | USA, NASA            | pilotovaná                |
| SpaceShipTwo | USA                  | komerční, suborbitální    |
| Skylon       | Spojené království   | bezpilotní                |
| ACTS         | ESA                  | pilotovaná                |
| Starship     | USA, SpaceX          | meziplanetární pilotovaná |
| Sojuz GVK    | Rusko, Roskosmos     | nákladní, zásobovací      |

## Kompletní přehledy pilotovaných kosmických letů
- Seznam pilotovaných vesmírných letů 1961–1986
- Seznam pilotovaných vesmírných letů 1987–1999
- Seznam pilotovaných vesmírných letů 2000–2009
- Seznam pilotovaných vesmírných letů 2010–současnost

## Kosmická plavidla ve filmu a literatuře
Kosmická plavidla vyskytující se ve filmu a literatuře prošla dlouhým vývojem v rámci něhož vzniklo nepřeberné množství různorodých typů všech tonáží. Díky vývoji fiktivních výkonných pohonných systémů nejrůznějších principů, antigravitačních jednotek a dalších pokročilých technologií tato plavidla dosahují úctyhodných rychlostí, nezřídka přesahujících rychlost světla.
Jednou z nejznámějších je fiktivní loď USS Enterprise (NCC-1701-D) třídy Galaxy, známá z hvězdné flotily seriálu Star Trek.